# Rumex dregeanus
Rumex dregeanus är en slideväxtart. Rumex dregeanus ingår i släktet skräppor, och familjen slideväxter.

## Underarter
Arten delas in i följande underarter:
- R. d. dregeanus
- R. d. montanus